# Meister des Beauchamp-Stundenbuchs

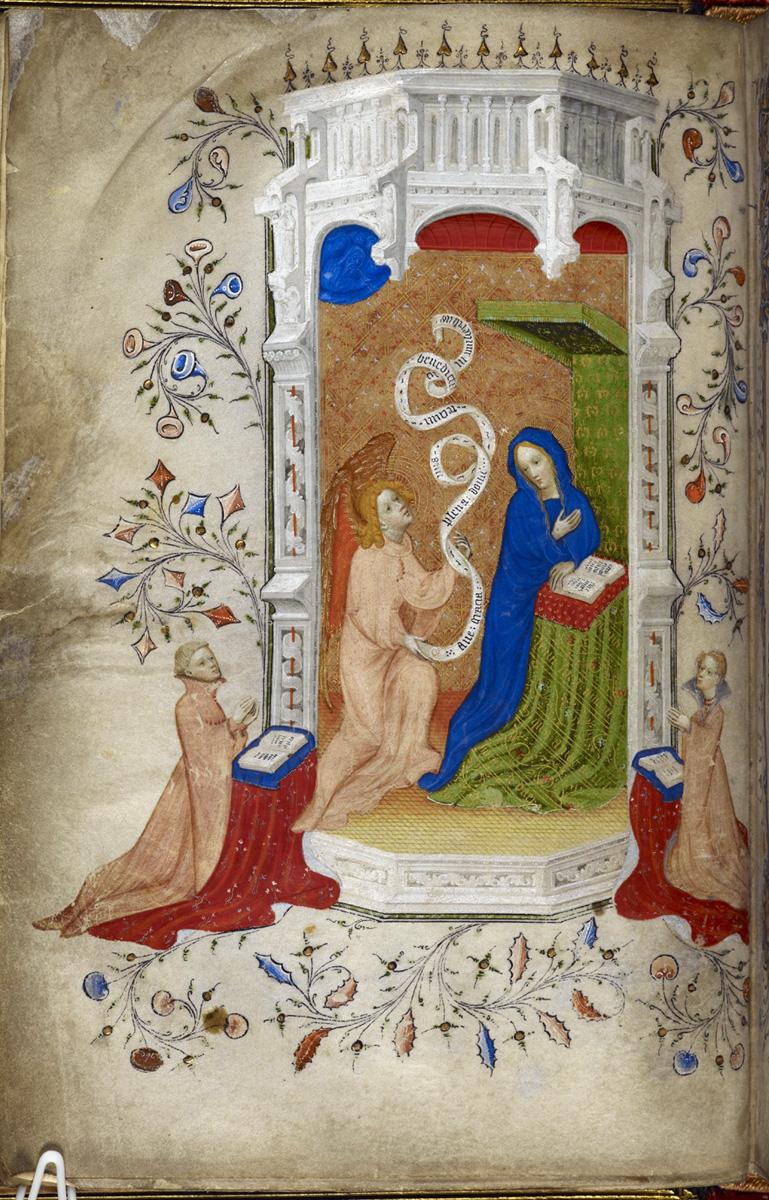
Verkündigungsszene aus dem Beauchamp-Stundenbuch

Als Beauchamp-Meister (engl. Beauchamp-Master) oder Meister des Beauchamp-Stundenbuchs wird der Buchmaler bezeichnet, der im Spätmittelalter für die englische Adelsfamilie der Beauforts um 1430 ein Buch ausgemalt hat.  Es wird heute in der British Library in London aufbewahrt. Da es sich wahrscheinlich zuerst als Stundenbuch im Gebrauch der Ehefrau von John Beaufort, 1. Duke of Somerset, Margaret Beauchamp, Duchess of Somerset befand, wird es in der Kunsthistorik meist allgemein als Beauchamp-Stundenbuch (engl. Beauchamps-Hours) geführt.
Das von dem namentlich nicht bekannten Künstler illuminierte Buch besteht aus zwei Sektionen, Gebeten in Lateinischer Sprache, denen dann in einem zweiten Teil das eigentliche Stundenbuch mit Heiligengedenktagen folgt. Die Ausmalung, also die Entstehung des Buches kann aufgrund von Einträgen zu Familiengedenktagen sowie einer Notiz zum Ableben der Königin Catherine de Valois im Stundenbuch-Teil zwischen 1430 und 1440 angenommen werden. Wegen der Einträge zu Geburts-, Hochzeits- oder Todestagen der mittelalterlichen Beaufort-Familie wird das Buch auch als Beaufort/Beauchamps-Stundenbuch (engl. Beaufort/Beauchamps-Hours)bezeichnet. Wahrscheinlich stammte der erste Teil des Buches aus einem ersten Auftrag von John Beaufort und wurde dann dem eigentlichen Stundenbuch der Margret vorangestellt.
Unter den 13 ganzseitigen Illustrationen zu den Gebeten des ersten Teils des Buches befindet sich eine Verkündigungsszene, die als ein Meisterwerk der mittelalterlichen gotischen Buchmalerei im England des 15. Jahrhunderts gilt. Die Illustrationen im zweiten Teil des Buches stehen dieser hohen Kunstfertigkeit etwas nach, jedoch ist dieser zweite Teil ein Beispiel, wie weibliche Mitglieder in reichen Familien das Stundenbuch mit Text und Bild zum Erlernen des Lesens und weiter dann zur privaten Andacht nutzen konnten. In zwei Bildern der Verkündigung wird im Buch Maria, die Mutter Jesu mit einem aufgeschlagenen Buch dargestellt, Zeichen, dass ihr Lesen und Lernen durch die Ankunft des Engels und seiner Nachricht der kommenden Geburt Christi unterbrochen wurde. Die lesende Maria war für wohlhabende Frauen im Mittelalter wie Margret Beauchamps Hinweis, dass auch sie neben der Familie etwas praktische Gelehrsamkeit anstreben konnten. Es wird vermutet, dass in einem der Verkündigungsbilder Margret in Andacht der Szene dargestellt ist und dass das Buch später in den Besitz ihrer Tochter ging.
Die Arbeit des Meisters des Beauchamp-Stundenbuchs ist bisher aus künstlerischer Sicht wohl wenig erforscht.